# Принц Рандиан
Принц Ра́ндиан (англ. Prince Randian; 12 октября 1871, Демерара, Гайана — 19 декабря 1934, Нью-Йорк, США), также известный под псевдонимами «Человек-змея», «Живой торс», «Человек-гусеница» и другими, — американский актёр с врождённым синдромом тетраамелии, родившийся без рук и ног. Был знаменитым актёром в начале 1900-х годов, более всего известным своим умением скручивать сигареты губами. Он, как сообщается, был привезён в США Финеасом Барнумом в 1889 году и был популярным артистом на карнавалах и уличных цирковых представлениях в течение 45 лет. Принц Рандиан снимался в фильме 1932 года «Уродцы».

## Биография
Рандиан, чьё настоящее имя неизвестно, родился в Демераре (Британская Гвиана). Он был индийцем по происхождению и говорил на хинди, английском, французском и немецком языках. В браке со своей женой, известной под именем принцесса Сара, он стал отцом четырёх дочерей и сына. Он и его жена жили на 174 Water Street, Патерсон, Нью-Джерси, вплоть до его смерти.
Во время своих выступлений Рандиан был одет в цельную шерстяную одежду, которая плотно облегала его тело, придавая ему вид гусеницы или змеи, и перемещался по сцене самостоятельно, двигая своими плечами и бёдрами. Его самой известной способностью было умение скручивать и зажигать сигарету, используя лишь собственные губы, но он также был способен рисовать и писать, держа кисть или перо в губах, и брить себя, удерживая бритву в специальном деревянном блоке. Он держал весь реквизит и материалы, использовавшиеся им на выступлениях, в деревянной коробке, которую он якобы самостоятельно построил, окрасил и сам же закрывал на замок.
Его трюк со скручиванием сигареты был показан в фильме «Уродцы» студии Metro-Goldwyn-Mayer. Из-за многочисленных цензурных сокращений в фильме у него осталась всего одна реплика — на бахвальство силача, утверждающего, что посетители ходят смотреть только на его номер, Рандиан язвительно отвечает «И чем вы их собираетесь удивить?».
Принц Рандиан умер в 19:00 19 декабря 1934 года вскоре после своего последнего выступления на «14th Street Museum». Ему было 63 года.